# 11042 Ernstweber
11042 Ernstweber (1989 VD1) là một tiểu hành tinh vành đai chính được phát hiện ngày 3 tháng 11 năm 1989 bởi E. W. Elst ở Đài thiên văn Nam Âu.